# آگاته بونیتزر
آگاته بونیتزر (فرانسوی: Agathe Bonitzer‎؛ زادهٔ ۲۴ آوریل ۱۹۸۹) هنرپیشه اهل فرانسه است.
از فیلم‌ها یا برنامه‌های تلویزیونی که وی در آنها نقش داشته‌است می‌توان به راهبه و شخص زیبا اشاره کرد.